# Costel Alexe
Costel Alexe (ur. 20 sierpnia 1983 w m. Adjud) – rumuński polityk i samorządowiec, deputowany, w latach 2019–2020 minister środowiska, gospodarki wodnej i leśnictwa.

## Życiorys
W 2002 ukończył szkołę średnią w rodzinnej miejscowości, a w 2004 geografię na Uniwersytecie Aleksandra Jana Cuzy w Jassach. W 2008 uzyskał na tej uczelni magisterium z zakresu środowiska i zrównoważonego rozwoju, a w 2012 doktorat z klimatologii i meteorologii. Pracował w sektorze badań rynku oraz w branży nieruchomości.
Działacz Partii Narodowo-Liberalnej, objął funkcję jej przewodniczącego w okręgu Jassy. W wyborach w 2012 uzyskał mandat posła do Izby Deputowanych. W 2016 z powodzeniem ubiegał się o reelekcję.
W listopadzie 2019 nowo powołany premier Ludovic Orban powierzył mu stanowisko ministra środowiska, gospodarki wodnej i leśnictwa. Pozostał na tej funkcji również w utworzonym w marcu 2020 drugim gabinecie dotychczasowego premiera. W tym samym roku został wybrany na przewodniczącego rady okręgu Jassy (reelekcja w 2024). W listopadzie 2020 ustąpił z funkcji ministra.